# Ponte de N'Gueli
A Ponte de N'Gueli é uma ponte rodoviária de betão entre Camarões e Chade. Situa-se a 10 km do centro da capital do Chade e a 5 km do centro de de Cousséri (Camarões), sobre o rio Logone.
Foi inaugurada em 2012 substituindo uma ponte estreita ao lado, atualmente utilizada somente como passarela de pedestres sobre o rio.